# Margret Kratz

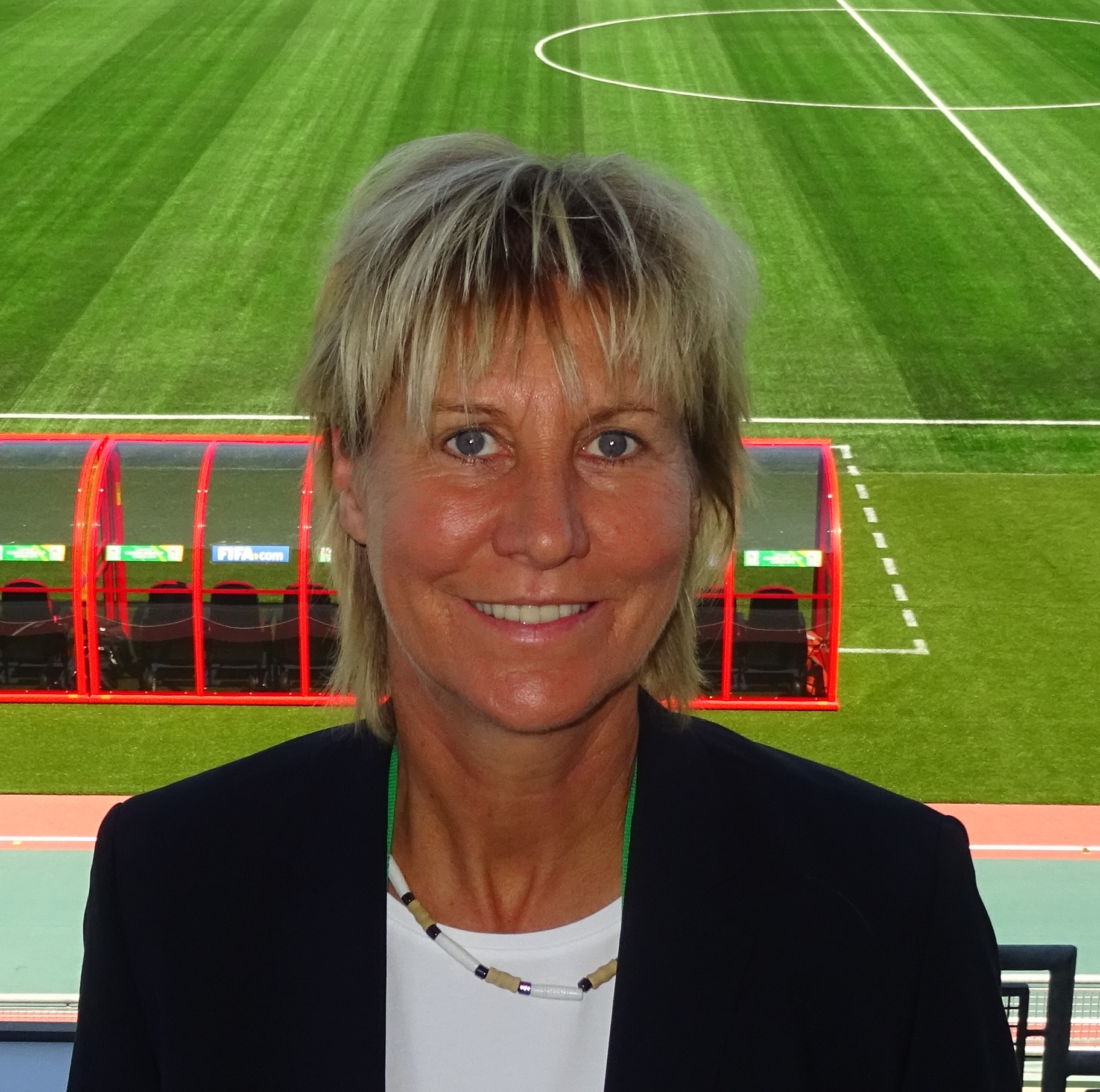
Margret Kratz

Margret Kratz (* 11. Januar 1962 in Rissenthal) ist eine ehemalige deutsche Fußballspielerin, Nationalspielerin, die zwischen 2021 und 2024 Nationaltrainerin des Magyar Labdarúgó Szövetség (Ungarischer Fußballverband) war.

## Laufbahn als Fußballerin
Sie spielte für den SV Weiskirchen, 1. FC Kaiserslautern, seit 1986 für den VfR Saarbrücken, mit dem sie 1997 zur Einführung der eingleisigen Bundesliga zum 1. FC Saarbrücken übertrat. Mit dem 1. FC Kaiserslautern erreichte sie erstmals das Halbfinale des DFB-Pokals. Während der Zeit in Saarbrücken erreichte sie mehrmals das Halbfinale in der deutschen Meisterschaft sowie DFB-Pokal oder auch im Länderpokal. Obwohl sie noch aktiv spielte, vertraute ihr damaliger Verein ihr von 1990 bis 1995 die Rolle als Co-Trainerin in der zweigleisigen Bundesliga an.
Im September und Oktober 1985 bestritt die Saarländerin in der EM-Qualifikation gegen Norwegen (2:3) und Finnland (0:1) zwei Länderspiele für Deutschland.

## Laufbahn als Trainerin
Nach ihrem Sportstudium erwarb sie 1992 nach Tina Theune als zweite Frau in Deutschland die Fußballlehrerlizenz. Nach ihrer aktiven Karriere übernahm sie die Trainerrolle von 1995 bis 2000 in Saarbrücken. 1997 führte sie ihre Mannschaft aus der zweigleisigen Bundesliga durch einen Direktaufstieg in die 1. Bundesliga. Parallel hierzu wurde sie 1997 leitende Verbandstrainerin (seit 1989 beim SFV) im saarländischen Fußballverband und trug für folgende Aufgabenbereiche die Verantwortung:
- Trainer Aus- und Fortbildung für C- und B-Trainer.[3] Sie war die erste Frau in Deutschland, die Männer bis zur B-Lizenz ausgebildet hat.
- Talentförderung Mädchen (U-12/U-13/U-14/U-16/U-18)[4]
- Sportliche Leiterin der Eliteschule des Mädchen- und Frauenfußballs[5]
- Ehrenpreisträgerin 2015. Im Rahmen der Sportgala in Saarbrücken „Wahl der Saarsportler 2015“ wurde Frau Kratz für ihr Lebenswerk geehrt.   Sie erhielt den Preis durch die Wahl des Vereins der saarländischen Sportjournalisten (VSS), überreicht wurde er durch die ehemalige Nationaltrainerin Tina Theune.
- Deutsche Fußball Botschafterin 2023. Diese Preisverleihung wurde im Rahmen der Fußballweltmeisterschaft in Sydney im Goethe-Institut durchgeführt[6]

Neben ihrem Hauptberuf als Verbandstrainerin arbeitete sie nebenberuflich gelegentlich für den DFB, DOSB und die FIFA (Member Technical Study Group TSG zur Entwicklung im Weltfrauenfußball):
- Assistenztrainerin der U-23-Nationalmannschaft des DFB von 2008 bis 2012
- Assistenztrainerin der U-16-Nationalmannschaft des DFB von 2012 bis 2018
- Einsatz als Nationaltrainerin in Namibia – Dezember 2009 (DOSB)
- Fußballentwicklungshelferin in Bolivien – November 2013 (DOSB)
- TSG Member bei der U-20-Frauenweltmeisterschaft in Kanada – August 2014 (FIFA)
- TSG Member bei der Frauenweltmeisterschaft in Kanada – Juni 2015 (FIFA)
- TSG Member bei der U17-Frauenweltmeisterschaft in Jordanien – September/Oktober 2016 (FIFA)
- Assistenztrainerin der A-Nationalmannschaft des DFB beim SheBelieves Cup 2018
- Einsatz für die UEFA in Ungarn 2018/2019 im Projekt „Women’s Football Regional Development and Competition“
- Schirmherrin des Projekts „Café con Leche“[7]
- Nationaltrainerin der Ungarischen Frauen-Nationalmannschaft – seit Juli 2021[8][9]